# Queer

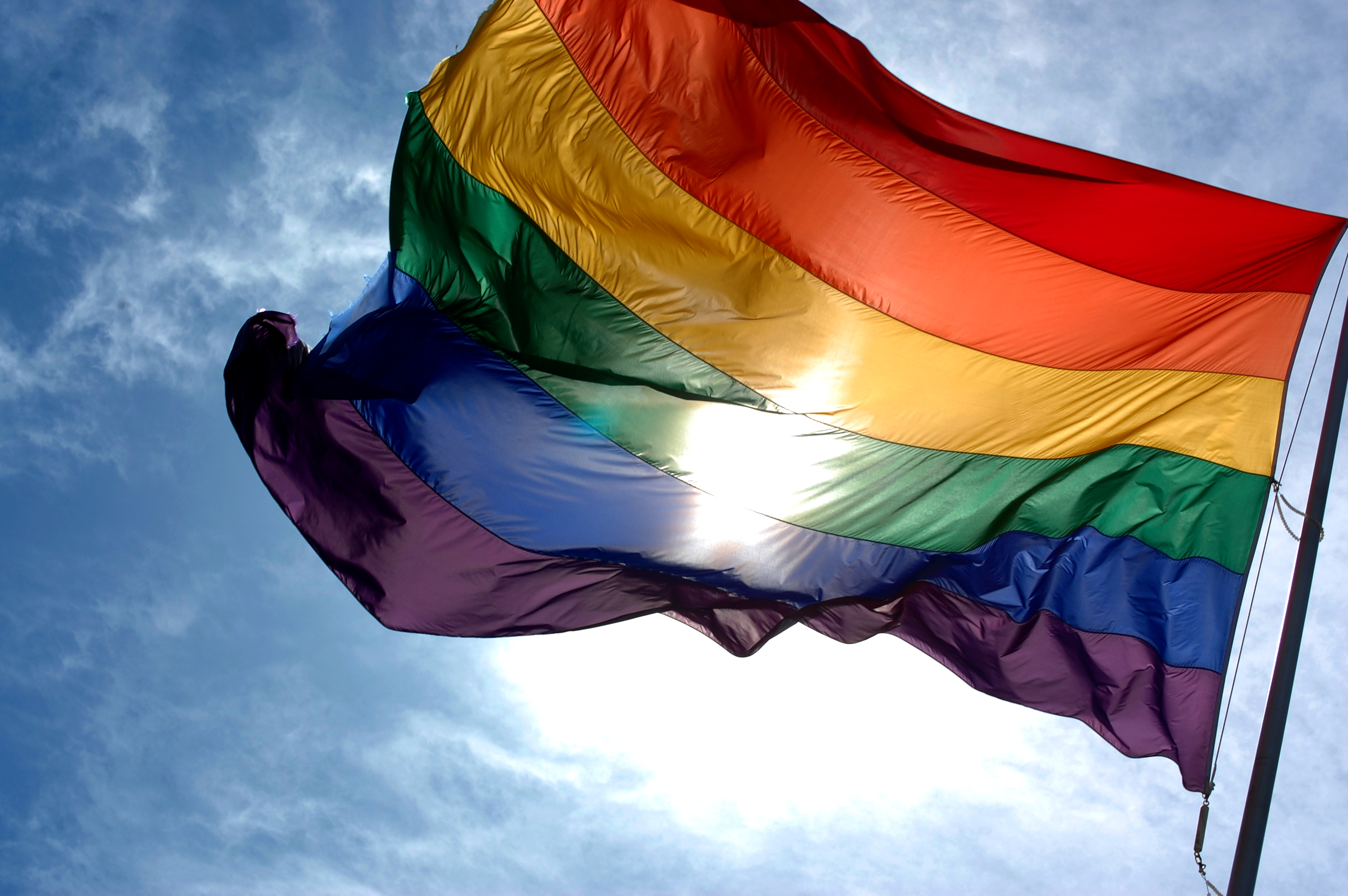
Duhová vlajka jako jeden z používaných symbolů pro LGBTQ komunitu

Queer (zřídka též počeštěle ve fonetickém znění kvír) je zastřešující označení pro všechny, jejichž identita není heterosexuální, nebo cisgenderová. V tomto významu může sloužit jako náhrada zkratky LGBT+. Pojem queer má rovněž sociopolitický význam a je většinou preferován aktivisty a aktivistkami, kteří odmítají striktní definici své genderové či sexuální identity, stejně tak jako těmi, kteří jej využívají jako výraz vzdoru proti cis- a heteronormativitě většinové kultury. Na akademickém poli může být synonymem pro obor kritických studií a teorií, které popisují a zkoumají sexuální orientace, genderové identity nebo genderová vyjádření vymykající se heteronormativním a cisnormativním normám, jejich dynamiku a vývoj. Některými lidmi je však tento termín stále považován za urážlivý, protože v angličtině byl dříve používán jako homofobní urážka ve významu podivný, zvláštní.
Některé jazyky používají vlastní výrazy na místo slova queer. V norštině se používá termín skeiv „šikmý, křivý“. Islandština pak používá hinsegin, které je od přelomu 20. a 21. století široce používáno pro lidi s neheterosexuální orientací a nespadající do tradičních genderových rolí. V minulosti byl termín užíván pro „abnormální“ sexuální chování, často hanlivě. Z tohoto výrazu je odvozeno i označení reykjavícké Pride: Hinsegin Dagar.

## Queer studia
Queer studia (v angličtině queer studies) představují interdisciplinární obor založený na studiu sexuality a genderu, obvykle se zaměřením na ty, kteří vybočují ze společensky ustavovaných kategorií, tedy nejsou heteronormativní, heterosexuální a genderově binární, a na jejich kulturu. Univerzity označují tuto oblast také jako studia sexuální rozmanitosti, studia sexuality nebo LGBTQ studia. Queer studia jsou dynamicky rostoucí obor, který vzešel z feministických studií.

## Queer teorie
Queer teorie (v angličtině queer theory) je oblast poststrukturalistické kritické teorie, která se vyvinula na počátku 90. let z oblasti queer a feministických studií. Vzhledem k tomu, že gay a lesbická studia zaměřovala svou oblast zájmu čistě jen na homo- a heterosexuální orientace, jakožto pevně dané protipólní identity, queer teorie rozšiřuje toto zaměření tak, aby zahrnovala jakékoliv projevy sexuality nebo genderu, které spadají do normativních kategorií. Identitu v tomto smyslu přestává chápat jako pevně danou, ale rozvolněnou, rozmanitou a fluidní. Mezioborově zkoumá dynamiku sexualit a genderů ve společnosti, jejich vývoj a vztahy.
„Termín queer teorie vytvořila teoretička Teresa de Lauretis, která ho užila ve svém úvodu ke speciálnímu vydání časopisu differences (A Journal of Feminist Cultural Studies) v roce 1991. Mezi nejčastější cíle zkoumání patří společensko-kulturní konstrukce sexuálních identit (podmíněnost genderu a sexuality), otázky týkající se původu lidské sexuality, které zahrnují spory mezi dvěma stanovisky: esencialistickým (idea identity jako něčeho daného, přirozeného) a konstruktivistickým (identita je nestálá, mění se na základě kontextu), kritika heteronormativní společnosti a tak dále. Queer teorie zcela odmítá uznání identity jako něčeho stabilního, neměnného a ‚přirozeného‘, naopak identita je v jejím pojetí rozmanitá, fluidní, nestálá, přičemž inspirací pro tato tvrzení je poststrukturalistická konstrukce subjektivity.“

## Queer v kultuře
Termín queer se velmi často objevuje i v televizních pořadech. Některé televizní show včetně britských a amerických verzí Queer as Folk, Queer Eye For The Straight Guy, Queers a kresleného seriálu Queer Duck, používají termín „queer“ přímo ve svém názvu a jsou zaměřeny na queer komunitu a lidi, kteří se o tuto komunitu zajímají. Velká část těchto show je značně nekonformních a snaží se o komunitě informovat s velkou mírou nadsázky a humoru. V Česku vysílá ČT od roku 2007 jednou týdně magazín Queer, který je určen nejen všem LGBTQ lidem, ale i všem ostatním, kteří jsou připraveni otevřeně přemýšlet a mluvit o své sexualitě, nekonformním životním stylu a jejich bližších i vzdálenějších souvislostech.
Stanice Českého rozhlasu Radio Wave vysílala od roku 2007 pořad Kvér, který moderovali Filip Titlbach a Bára Šichanová. V hodinovém rozhlasovém formátu dostávala prostor témata, která se týkají LGBT komunity, intimity, sexuality, ale rovněž vztahů a jejich proměn.